# Maxomys hylomyoides
Maxomys hylomyoides — вид пацюків (Rattini), ендемік центральних і західних гірських районів Суматри, Індонезія.

## Морфологічна характеристика
Довжина голови й тулуба від 114 до 132 мм, довжина хвоста від 98 до 132 мм, довжина лап від 17 до 19 мм, довжина вух від 28 до 31 мм. Волосяний покрив довгий, м'який, і на спині усипаний довгими колючими щетинками. Загальний колір нейтрально-сірий. Хвіст такий же, як голова і тулуб, темний зверху і світлий знизу.

## Середовище проживання
Мешкає в первинних гірських і мохових лісах, ймовірно, також у субальпійських районах і чагарниках на висоті близько 2225 метрів над рівнем моря.

## Спосіб життя
Це наземний вид